# Витебский проспект
Ви́тебский проспе́кт — одна из главных магистралей южной части Санкт-Петербурга, один из основных въездов в город и одна из самых протяжённых улиц. Проходит вдоль Витебского направления железной дороги от соединительной ветки и Парковой улицы через южную портовую ветвь, Кольцевую автодорогу, Московское шоссе и микрорайон Шушары до Петербургского шоссе при въезде в Пушкин. Является продолжением Воздухоплавательной улицы после перехода через Артиллерийский путепровод. Проходит по территории Московского и Пушкинского районов города. Нумерация домов начинается от Парковой улицы. Длина равна 16,4 км.
Поименован 12 ноября 1962 года по идущей от Витебского вокзала Витебской железной дороге вдоль которой в основном и проходит.

## История
В начале XX века проезд от Рощинской улицы до нынешней Бассейной улицы назывался на картах дорогой в Купчино или Купчинской дорогой, оба названия употреблялись параллельно. В 1908 году дорогу продлили на север до Парковой улицы, соединив тем самым с Воздухоплавательной улицей.
В 1914 году Купчинскую дорогу продолжили на юг (до Южного шоссе, примерно до современной станции Проспект Славы). Новая улица была названа Царскосельской, так как она шла вдоль Царскосельской железной дороги. 7 ноября 1918 года улица была переименована в Детскосельскую.
10 сентября 1935 года Купчинскую дорогу и Детскосельскую улицу объединили под названием Купчинская дорога, тем самым закрепив единственно верное название топонима. К этому времени был построен путепровод над Соединительной железной дорогой.
12 ноября 1962 года Купчинская дорога получает своё современное название — Витебский проспект.
В 1966 году был построен автодорожный путепровод через проспект Славы и улицу Типанова.
В 1962—1966 годы проспект продлевался по мере появления новых улиц. В 1972 году он был продлён к новой станции метро «Купчино» и одноимённой железнодорожной станции.

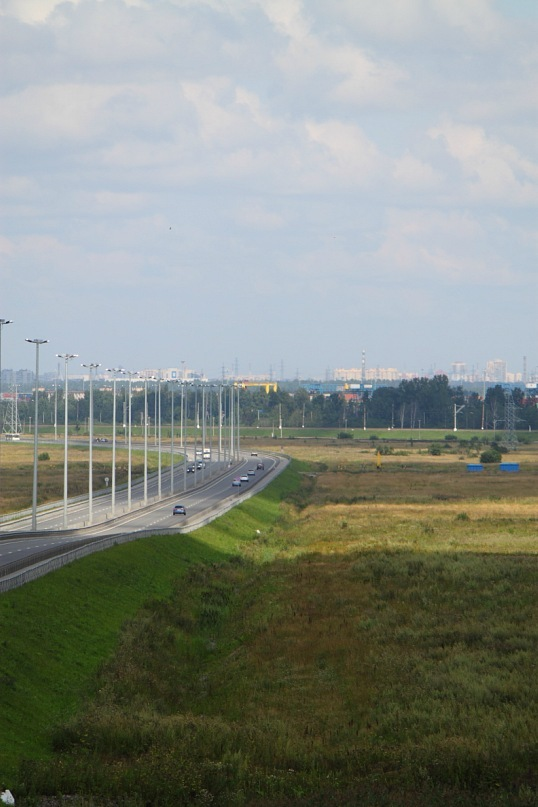
Витебский проспект (вид с Петербургского шоссе)

26 мая 2005 года был открыт участок от ст. м. «Купчино» до Московского шоссе с путепроводом над путями метрополитена. Чуть позже, в 2008 году, в составе этого участка построили пост ДПС, однако он так и не был введен в эксплуатацию, а позднее был признан ненужным.
19 декабря 2008 года был открыт участок от Шушар и развязки с Московским шоссе и КАД до Петербургского шоссе. Связь новой части проспекта со старой осуществлялась посредством Пушкинской улицы (из Санкт-Петербурга) и развязки через Московское шоссе (в Санкт-Петербург).
5—8 сентября 2011 года перестроена развязка Витебского проспекта с УДС (улично-дорожной сетью) Шушар — по-новому были организованы заезд в Шушары с Московского шоссе и Витебского проспекта (по направлению из Санкт-Петербурга) и выезд из Шушар на Московское шоссе в направлении Москвы. Фактически была построена прямая связь старой и новой частями проспекта по направлению из Санкт-Петербурга.
В ноябре-декабре 2015 года развязка была окончательно доделана: была проложена дорога вдоль железнодорожных путей, напрямую соединившая обе части Витебского проспекта по направлению в Санкт-Петербург.
В 2023—2024 годах трассы Витебского проспекта и Воздухоплавательной улицы у Соединительной железной дороги были спрямлены и соединены новым путепроводом.

## Общественный транспорт
- Автобусы социальные: № 63, 64, 72, 116, 186, 190, 196, 197, 231, 232, 256, 342, 388, 521
- Автобусы комерческие: № К-190 (нелегальный), К-202 (нелегальный), К-363, К-418 (нелегальный), 403, 610, 610А, 688, 688П

## Достопримечательности и объекты
Вдоль проспекта расположены следующие остановочные пункты железной дороги Витебского направления: Воздухоплавательный парк, Проспект Славы, Купчино, Шушары, Паровозный Музей.

## Пересечения
Пересекает или граничит со следующими проспектами и улицами:
- Воздухоплавательная улица
- Парковая улица
- Заставская улица
- улица Кондратенко
- Иркутская улица
- Рощинская улица
- Благодатная улица
- Кузнецовская улица
- Бассейная улица
- улица Типанова
- улица Орджоникидзе
- Звёздная улица
- Дунайский проспект
- Кольцевая автомобильная дорога
- Московское шоссе
- Пушкинская улица

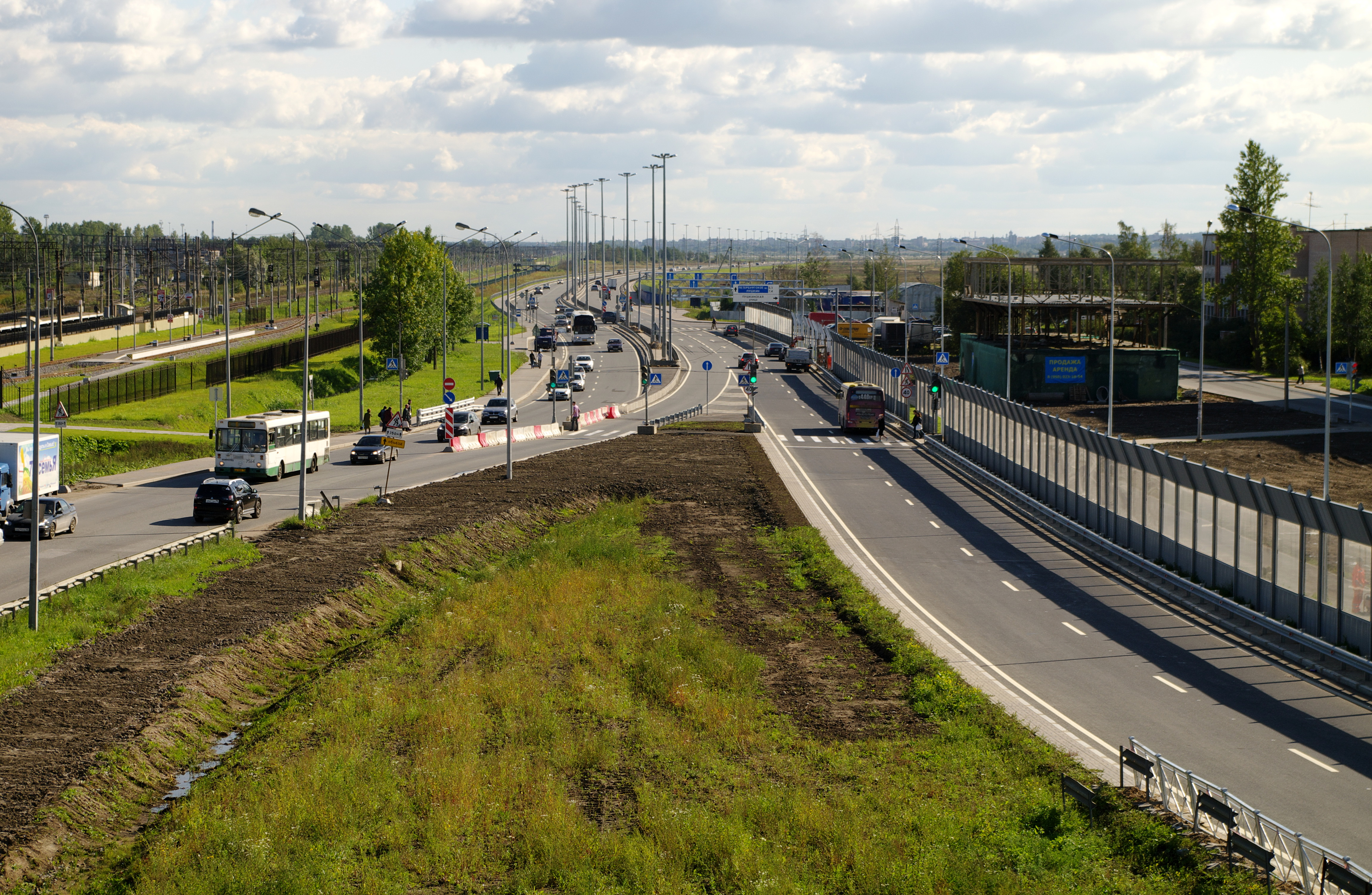
Продолжение Витебского проспекта от Шушар до Пушкина. Пересечение с Пушкинской улицей в Шушарах. Вид с путепровода Московского шоссе на юг

- Трасса М11 (глухое пересечение под путепроводом)
- Петербургское шоссе

В районе станции метро Купчино пересекает реку Волковку через Витебский мост.